# 花のランランパワー
花のランランパワー（はなのランランパワー）は、1993年4月21日に発売されたTHE真心ブラザーズ通算8枚目のシングル。

## 概要
表題曲は日本テレビ系アニメ『コボちゃん』（読売テレビ制作、原作・植田まさし）3代目オープニングテーマ曲。真心にとっては「組曲オバタリアンのテーマ」（『オバタリアン』・1990年）以来3年ぶりの民放テレビアニメタイアップとなった。ジャケット表面は、真心の2人をバックにコボちゃんがでんでん太鼓を持って踊るアニメ・イラストとなっている。
カップリングの「ぬるり男」は、エフエム山口の『ブランニューパフォーマンス』で演奏した公開ライブ音源が使用されている。

## 収録曲
| 全編曲: 桜井秀俊。 |                                              |           |           |      |
| #                  | タイトル                                     | 作詞      | 作曲      | 時間 |
| 1.                 | 「花のランランパワー」                       | 倉持陽一  | 倉持陽一  | 2:51 |
| 2.                 | 「ぬるり男」(ライブ・バージョン)             | 倉持陽一  | 倉持陽一  | 3:41 |
| 3.                 | 「花のランランパワー」(オリジナル・カラオケ) |           | 倉持陽一  | 2:51 |
| 合計時間:          | 合計時間:                                    | 合計時間: | 合計時間: | 9:23 |

## カヴァー
- ノーティー・ハリー（エバンス太郎、松井蘭丸、八木俊彦）
2001年にNHK教育テレビ『天才てれびくんワイド（現:天才てれびくん）』内の「ミュージックてれびくん」で歌唱。アレンジはタケカワユキヒデとThat's on Noiseが手掛けた。DVD・VHS『ミュージックてれびくん ザ・ビデオIII』（2003年1月24日発売、NHKソフトウェア）[3]にも収録。